# داگلاس جرارد
داگلاس جرارد (انگلیسی: Douglas Gerrard؛ ‏ ۱۲ اوت ۱۸۹۱ – ۵ ژوئن ۱۹۵۰) بازیگر و کارگردان فیلم اهل جمهوری ایرلند بود.
از فیلم‌ها یا برنامه‌های تلویزیونی که وی در آن نقش داشته‌است می‌توان به گینسبرگ بزرگ، اولین اتومبیل و زن مطلوب اشاره کرد.